# Troy: Fall of a City
Troy: Fall of a City é uma minissérie Troia: A Queda de uma Cidade (Troy: Fall of a City), produzida da BBC britânica que foi exibida em fevereiro no Reino Unido. Está disponível na Netflix.
A série, em 8 episódios de cerca de 1 hora de duração, conta a história do cerco de 10 anos da cidade de Troia, no século 13 a.C. Na trama, em busca da mulher prometida por Afrodite, o pastor Páris descobre sua verdadeira identidade e se apaixona por Helena de Esparta, desencadeando a Guerra de Troia

## Resumo da história
Uma história épica de amor e guerra, intriga e traição. Quando Helen e Paris se apaixonam, eles desencadeiam uma série de eventos que ameaçam suas famílias e a cidade de Tróia.
Os mitos que cercam a Guerra de Tróia têm mais de 3.000 anos, mas possuem raízes emocionais e temas atemporais de identidade, amor e vingança. Troia: A Queda de uma Cidade fundamenta esses mitos primordiais da vida e explora as questões universais da existência humana - como as pessoas lutam para manter seu amor e humanidade em meio ao caos e à devastação da guerra.No elenco estão
Louis Hunter como Páris;
Bella Dayne como Helena de Troia;
David Threlfall como Priam; Frances O'Connor como Hecuba; 
Tom Weston-Jones como Hector; Joseph Mawle como Odisseu; 
Chloe Pirrie como Andromache; Johnny Harris como Agamenon; 
entre outros.